# American Fool
Albums de John Mellencamp
Nothin' Matters And What If It Did
(1980) Uh-Huh
(1983)
Singles
1. Hurts So Good
Sortie : avril 1982
2. Jack & Diane
Sortie : juillet 1982
3. Hand To Hold On To
Sortie : octobre 1982

American Fool est le cinquième album studio de l'auteur-compositeur-interprète américain de rock John Mellencamp réalisé sous son nom de scène, John Cougar. Il est sorti le 10 juillet sur le label 1982 sur le label Riva Records/ WEA et a été produit par John Mellencamp et Don Gehman.

## Historique
Cet album fut enregistré fin 1982 - début 1982 dans les Studios Cherokee de Hollywood en Californie et dans les Studios Criteria de Miami en Floride.
Tout ne fut pas facile lors de l'enregistrement, après avoir enregistré plusieurs chansons dont Jack & Diane et Hands To Hold On To, la maison de disque Riva Records par déception de ne pas tenir là le "nouveau", Neil Diamond stoppa le projet. Après avoir voulu le changement du producteur, Riva pensa à virer Mellencamp du label. Finalement, l'enregistrement pu reprendre et l'album fut finalisé à Miami sous le contrôle du label.
Les trois singles de l'album se classèrent tous dans le Hot 100 aux USA. Hurts So Good atteindra la 2e place, Hand To Hold On To la 19e et Jack & Diane se classa à la 1ère place devenant à ce jour le plus grand succès de John Mellencamp. 
L'album a été classé premier au Billboard 200 le onze septembre 1982, il maintiendra cette place pendant neuf semaines. Il atteindra aussi la première place des charts canadiens. Il sera certifié quintuple disque de platine aux USA et au Canada. En Europe, Il se classa à la 37e place des charts britanniques et 30e en Suède.
La chanson Hurts So Good fut récompensée par un Grammy Award dans la catégorie "Grammy Award for Best Male Rock Vocal Performance" et l'album fut nommé dans la catégorie Album de l'année.

## Liste des titres
- Les compositions sont de John Mellencamp, sauf indications contraires.

Face 1
| No | Titre              | Auteur                            | Durée |
| -- | ------------------ | --------------------------------- | ----- |
| 1. | Hurts So Good      | Mellencamp, George Michael Greene | 3:42  |
| 2. | Jack & Diane       |                                   | 4:16  |
| 3. | Hand To Hold On To |                                   | 3:25  |
| 4. | Danger List        | Mellencamp, Larry Crane           | 4:28  |
| 5. | Can You Take It    |                                   | 3:35  |

Face 2
| No | Titre             | Auteur                 | Durée |
| -- | ----------------- | ---------------------- | ----- |
| 6. | Thundering Hearts | Mellencamp, G.M. Green | 3:40  |
| 7. | China Girl        | Joe New, Jeff Silbar   | 3:34  |
| 8. | Close Enough      |                        | 3:38  |
| 9. | Weakest Moments   |                        | 4:07  |

Titre bonus 2005
| No  | Titre         | Auteur | Durée |
| --- | ------------- | ------ | ----- |
| 10. | American Fool |        | 3:46  |

## Musiciens
- John Cougar : chant, guitare
- Larry Crane : guitare, chœurs
- Mick Ronson : guitare, chœurs, arrangements
- Mike Wanchic : guitare, chœurs
- Kenny Aronoff : batterie, percussions
- George Perry : basse

## Charts et certifications
| Pays        | Durée du classement | Meilleur classement |
| ----------- | ------------------- | ------------------- |
| Canada      | 59 semaines         | 1er                 |
| États-Unis  | 106 semaines        | 1er                 |
| Royaume-Uni | 6 semaines          | 37e                 |
| Suède       | 5 semaines          | 30e                 |

| Pays       | Certification | Ventes      | Date       |
| ---------- | ------------- | ----------- | ---------- |
| Canada     | 5 × Platine   | 500 000 +   | 10/03/1988 |
| États-Unis | 5 × Platine   | 5 000 000 + | 23/05/1996 |

### Charts singles
| Année | Single            | Chart                  | Durée du classement | Position |
| ----- | ----------------- | ---------------------- | ------------------- | -------- |
| 1982  | Hurts So Good     | Hot 100                | 28 semaines         | 2e       |
| 1982  | Hurts So Good     | Mainstream Rock Tracks | 26 semaines         | 1er      |
| 1982  | Hurts So Good     | RPM Top Singles        | 25 semaines         | 3e       |
| 1982  | Hurts So Good     | RMNZ Singles Top40     | 6 semaines          | 39e      |
| 1982  | Jack & Diane      | Hot 100                | 22 semaines         | 1er      |
| 1982  | Jack & Diane      | Mainstream Rock Tracks | 10 semaines         | 3e       |
| 1982  | Jack & Diane      | UK Singles Chart       | 8 semaines          | 25e      |
| 1982  | Jack & Diane      | RPM Top Singles        | 20 semaines         | 1er      |
| 1982  | Jack & Diane      | Mega Top 50            | 5 semaines          | 32e      |
| 1982  | Thundering Hearts | Mainstream Rock Tracks | 7 semaines          | 36e      |
| 1983  | Hand To Hold To   | Hot 100                | 18 semaines         | 19e      |
| 1983  | Hand To Hold To   | UK Singles Chart       | 2 semaines          | 89e      |